# 费利克斯·勒布伦
费利克斯·勒布伦（法語：Félix Lebrun，2006年9月12日—），法国男子乒乓球运动员，是欧洲少见的直拍选手，獲得2023年欧洲运动会男子单打金牌與男子团体铜牌、2024年世界乒乓球錦標賽男子團體銀牌、2024年巴黎奧運男子單打與男子團體銅牌。哥哥亚历克西同样是乒乓球选手。
费利克斯·勒布伦的父亲斯特凡·勒布伦曾经是法国的乒乓球运动员，在全法排名第七并获得过法国的双打冠军，舅舅克里斯托夫·勒古也曾经是法国乒乓球代表队的一员。

## 职业生涯

### 初出茅庐
2021年12月，首次参加世界青少年乒乓球锦标赛的费利克斯·勒布伦在U15组级别中获得混双冠军，并在U19组级别中打入男单四强。
2022年8月，费利克斯在WTT常规挑战赛突尼斯站男单比赛中闯入决赛，这也是他首次在成人组国际比赛中打进单打决赛。男单决赛中，费利克斯不敌巴西选手雨果·卡爾德拉諾，获得亚军。
2023年6月，在波兰克拉科夫举办第三届欧洲运动会上，16岁的费利克斯·勒布伦在男单决赛中击败葡萄牙名将馬科斯·弗雷塔斯，成为最年轻的欧运会男单冠军。同年10月的WTT常规挑战赛安塔利亚站男单决赛场上，费利克斯战胜两届奥运会单打奖牌得主、德国名将迪米特里·奥恰洛夫夺得男单冠军，这也是费利克斯首次获得WTT系列赛单打冠军。

### 2024年赛季
在2024年1月举办的WTT球星挑战赛果阿站，费利克斯在单打决赛击败雨果·卡尔德拉诺，首次获得WTT球星挑战赛单打冠军。同年2月的团体世乒赛上，费利克斯所在的法国队夺得男团银牌，这也是法国队时隔27年再次登上世界乒乓球锦标赛领奖台。
8月，作为东道主的费利克斯·勒布伦在2024年巴黎奥运会出战男单、男团两个项目，并收获两枚铜牌，为法国队夺得历史性的奥运会乒乓球项目奖牌的同时，费利克斯也以17岁零10个月的年龄成为最年轻的奥运会乒乓球单打奖牌得主。
10月，WTT冠军赛蒙彼利埃站上，作为东道主选手的费利克斯·勒布伦在单打比赛中一路战胜队友西蒙·高茨、中国选手向鹏、哥哥亚历克西·勒布伦、男单世界排名第二的林诗栋等高手闯入决赛，并在男单决赛中战胜日本选手、新科亚锦赛男单冠军張本智和夺得冠军，解锁个人职业生涯首个WTT冠军赛单打冠军头衔。
在10月底举办的2024年歐洲桌球錦標賽以及11月的WTT福冈总决赛上，费利克斯同哥哥亚历克西·勒布伦皆携手夺得男双冠军，这也是两人首次夺得欧锦赛和WTT总决赛桂冠。

### 2025赛季
在3月24日进行的2025年法国全锦赛男单决赛场上，费利克斯·勒布伦以4比3的比分战胜哥哥亚历克西，职业生涯首次夺得全国锦标赛单打冠军。